# Tumaco
Tumaco é um município da Colômbia, localizado no departamento de Nariño, localizado a 300 km em San Juan de Pasto. Seu nome completo é 'San Andrés de Tumaco, mas também é conhecida como a Pérola do Pacífico, nas praias encontrada a maior pérola encontrada até agora. Entre suas exóticas marinhas tropicais Cabo Mangrove destaca a Baía de Tumaco e Isla del Gallo, La Barra, El Morro e Tumaco (sede do concelho). Segundo DANE tem uma população de 169.464 habitantes. 

## História
Município fundado 30 de novembro de 1640 pelo Padre José Maria Garrido. 
A região de 'Tumaco' é notável por sua achados arqueológicos associados à Tumaco-La Tolita, uma das mais antigas no continente. 
Tumaco recentemente estabelecida como um dos novos bairros 6 pelo Congresso Nacional da Colômbia. 

## Geografia
Ele está localizado no sudoeste da Colômbia, a uma altitude de 2 m. Delimitado a norte pelo Oceano Pacífico e Francisco Pizarro, a sul pela República da Equador, a leste por Roberto Payan e Barbecues ea oeste até ao Oceano Pacífico. 

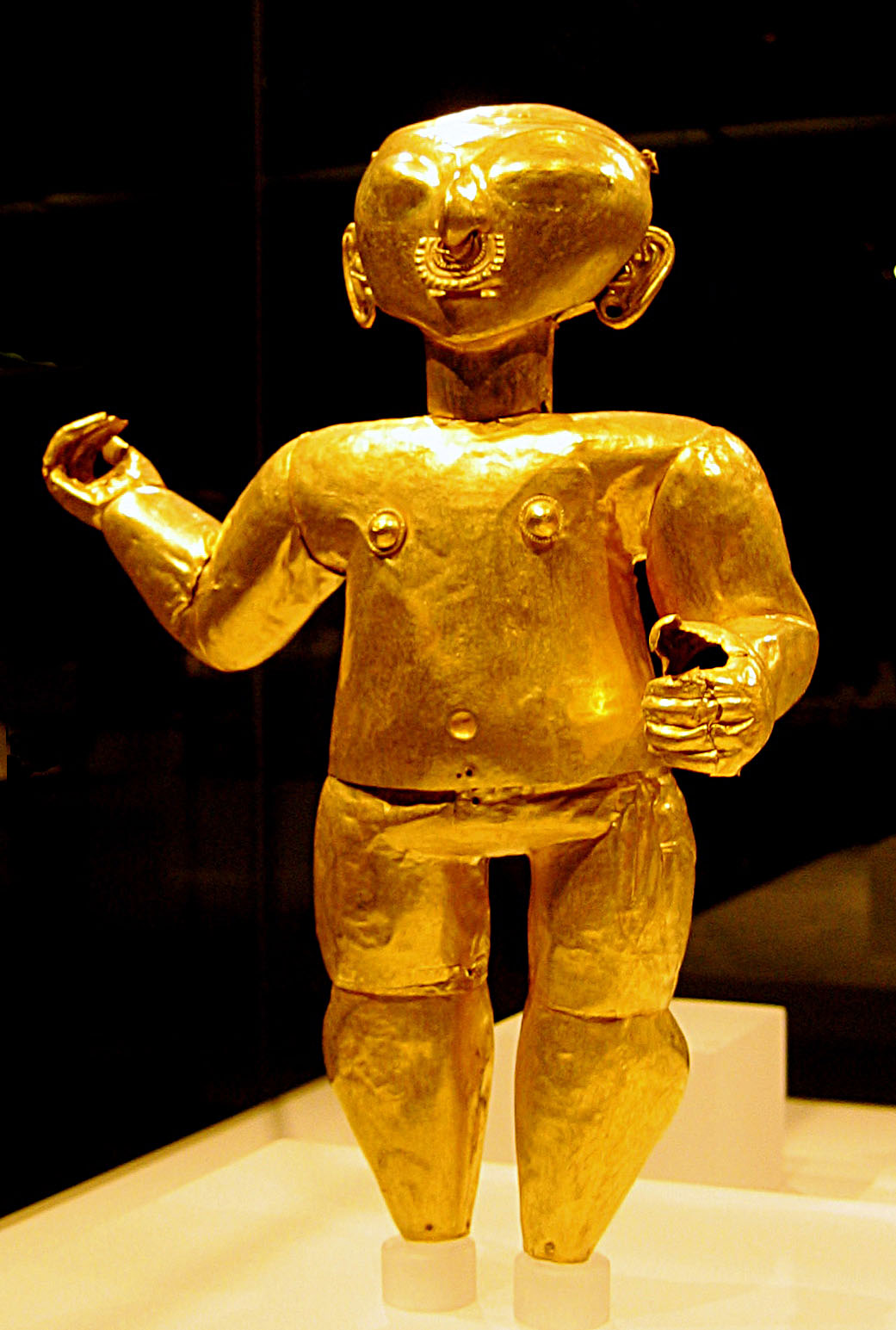
Figura colombiana cultura Tumaco

## Clima
É caracterizada por um clima tropical úmido com uma temperatura média de 28 °C. Localizado em uma das regiões mais chuvoso do mundo, foi atingida por um terremoto em 12 de dezembro de 1979. 

## Transportes e vias de acesso
'Transporte aéreo'
Tem um aeroporto de dimensão média, chamado Florida, localizado a 4 km da cidade, o código ICAO é SKCO eo código IATA é o TCO. Opera em dia e cerca de pista de asfalto. Os 1600 m permitem a operação de aeronaves, tais como Boeing 737 McDonnell Douglas DC-9 da série 15, Fokker F-28 e todos os tipos de aviões turboélice. Hoje é servida por dois voos diários na rota Tumaco, Cali Cali, operados pelas companhias aéreas Avianca equipamentos Fokker F-50 e Satena equipamentos Dornier D-328 . Em 25 de agosto de 2007 inaugurou o sistema de iluminação que permita a pista do aeroporto para as operações noturnas. 
 'Transporte Terrestre'
300 km de estrada asfaltada que liga a cidade de Tumaco em San Juan de Pasto, a capital do departamento. 
 'Transporte Marítimo'
É considerado o segundo porto na costa do Pacífico em Colômbia após o porto de Buenaventura. 

## Economia
Uma das principais áreas da economia da região é, para além da pesca, o cultivo da palma Africano ([guineensis [Elaeis]]) e comercialização do óleo de palma cru. Tumaco Existem cerca de 35.000 hectares de óleo de palma ([guineensis [Elaeis]]) e 7 plantas de extração de petróleo, que representam uma importante fonte de geração de emprego e bem-estar para toda a região. 

## Turismo
Os locais turísticos mais importantes na Pérola do Pacífico são: as praias de Morro com o seu arco natural, praias Bocagrande ea ponte do nariz com seus pontos de vista, onde poderá apreciar o majestoso do Oceano Pacífico. 
Existem também lugares de grande interesse por explorar o ecoturismo e praias localizadas perto da foz do rio Mira, onde o rio encontra o mar em admirável idílico. as praias dos Milagres, entre outros Bocananueva y Teran, onde encontram uma grande diversidade de flora e fauna. 